# Белізький бар'єрний риф
Белі́зький бар'є́рний риф (англ. Belize Barrier Reef) — серія коралових рифів біля узбережжя Белізу на відстані приблизно 300 м від берега на півночі і 40 км півдні. Риф тягнеться близько 300 км, та є складовою Мезоамериканської системи бар'єрних рифів завдовжки 900 км, яка безперервна від Канкуна на північно-східній частині півострова Юкатан через Рив'єра-Мая і на південь до Гондурасу, що робить його другою за величиною системою коралових рифів у світі
після Великого бар'єрного рифу в Австралії. Це найпопулярніша туристична пам'ятка Белізу, привертаючи майже половину з 260 000 відвідувачів країни на рік, також важлива для рибальської промисловості.

## Заповідні території
Значна частина рифу захищена системою заповідників Белізського бар'єрного рифу, яка включає сім морських заповідників, 450 рифів і три атоли. 
Його площа становить 960 км² та має у своєму складі:
- Морський заповідник Риф Гловера[en]
- Велика синя діра
- Морський заповідник Саут-Вотер-Кей[en]
- Пам'ятник природи Халф-Мун-Кей
- Морський заповідник Хол Чан[en]